# Баррадо
Баррадо (ісп. Barrado) — муніципалітет в Іспанії, у складі автономної спільноти Естремадура, у провінції Касерес. Населення — 473 особи (2010).
Муніципалітет розташований на відстані близько 190 км на захід від Мадрида, 80 км на північний схід від Касереса.

## Демографія
Динаміка населення (INE ):

## Галерея зображень

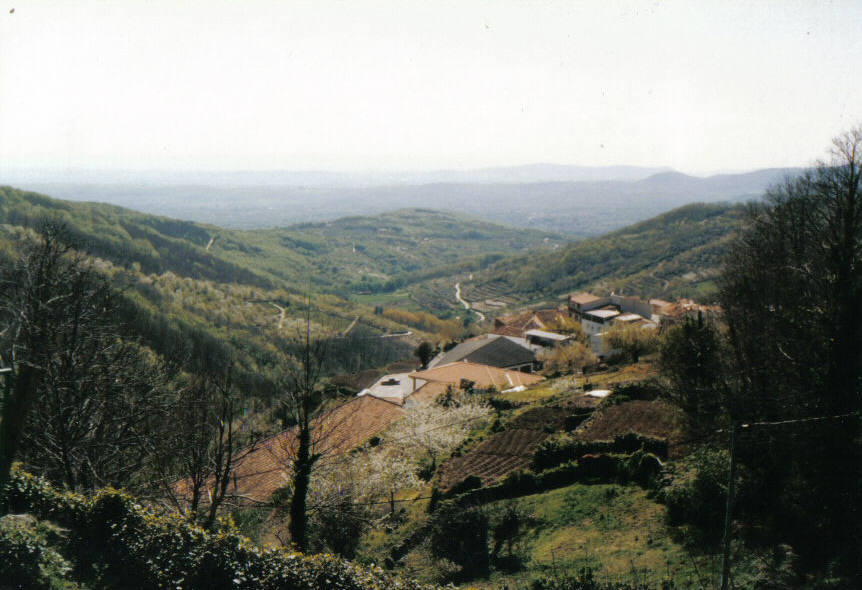
Баррадо навесні
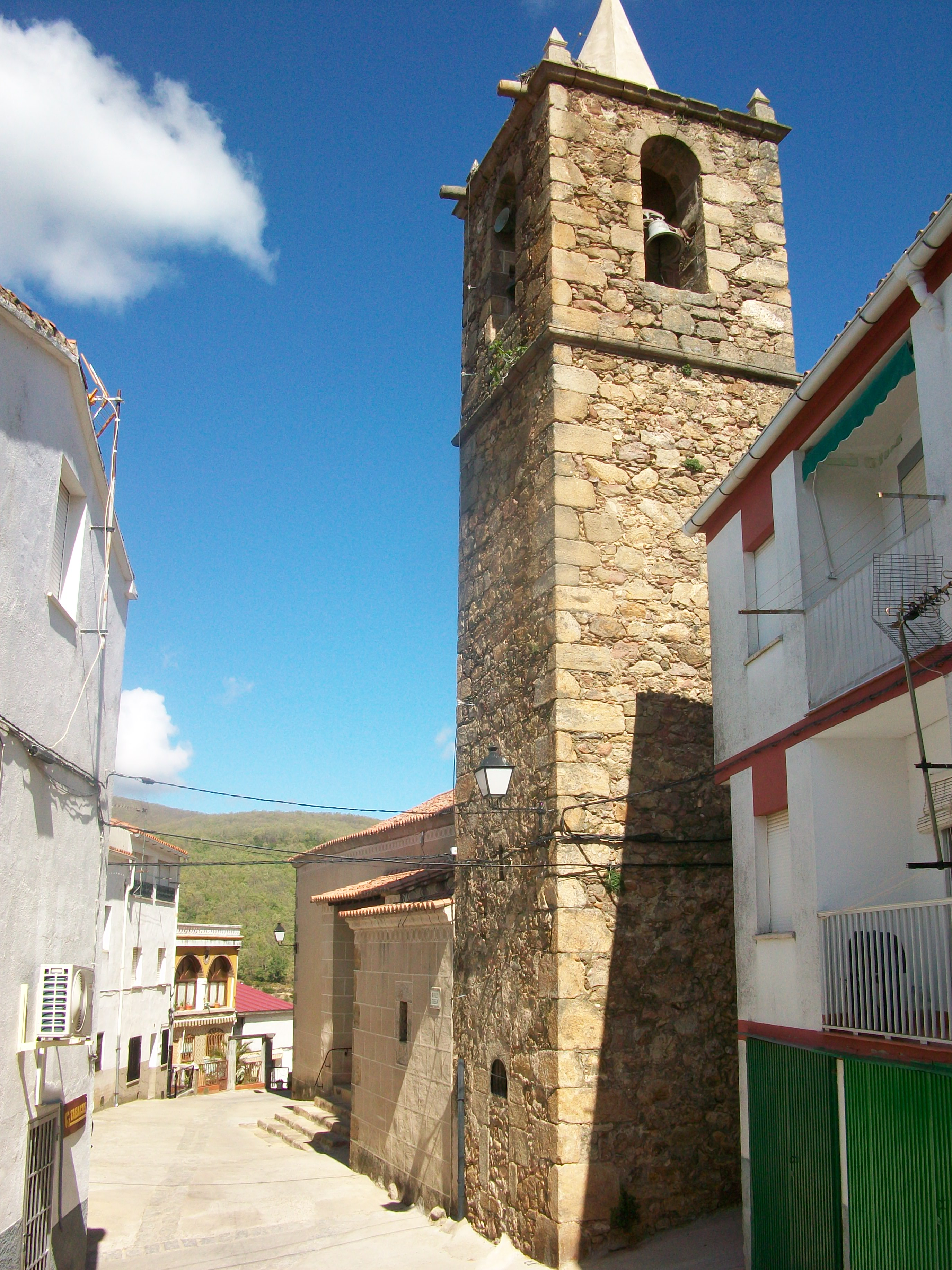
Парафіяльна церква Сан-Себастьян, дзвіниця
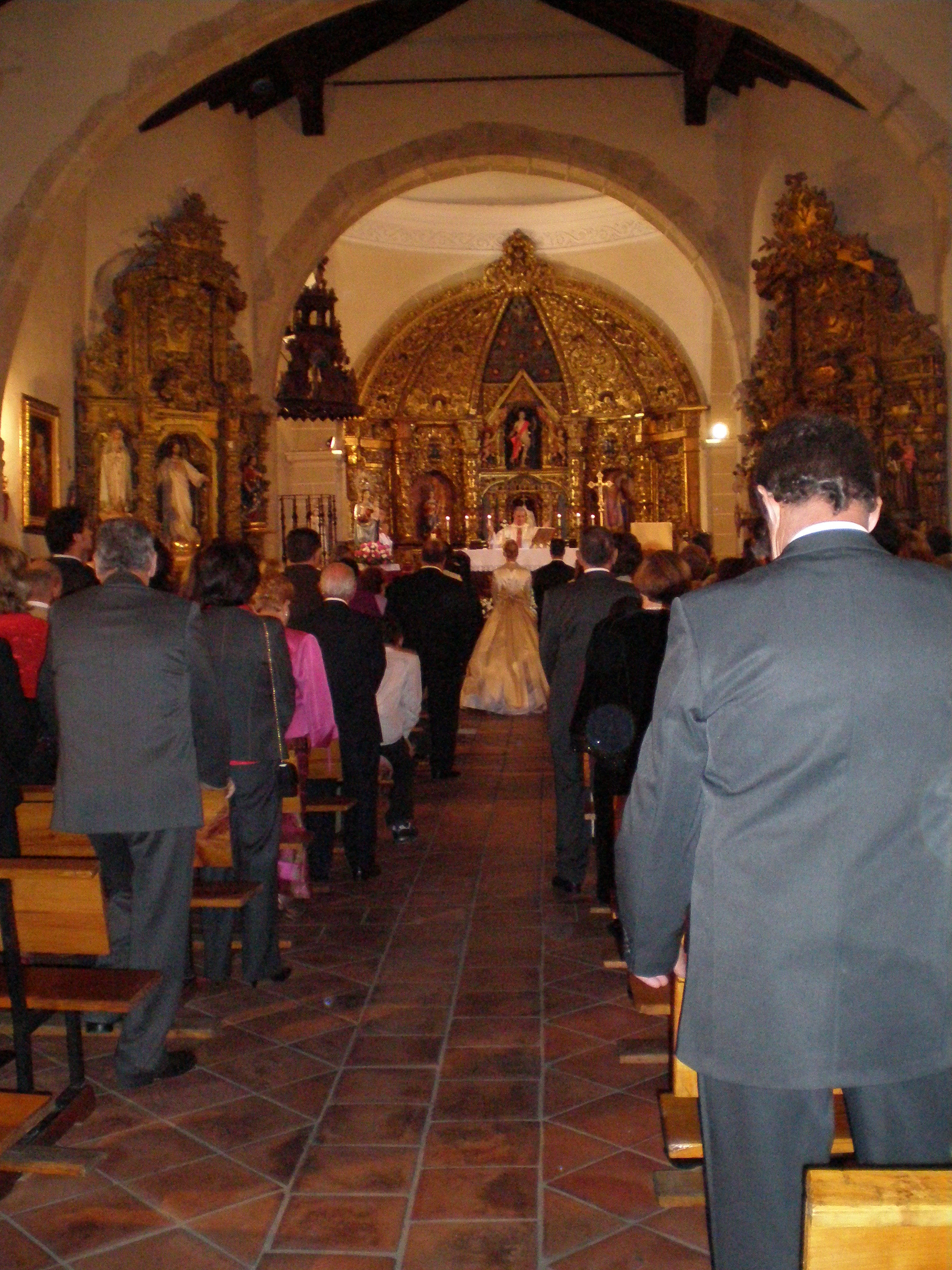
Парафіяльна церква Сан-Себастьян